# Ośrodek duszpasterski św. Józefa Opiekuna Świętej Rodziny w Choszczówce Stojeckiej
Ośrodek duszpasterski św. Józefa Opiekuna Świętej Rodziny w Choszczówce Stojeckiej – parafia rzymskokatolicka należąca do dekanatu mińskiego – św. Antoniego z Padwy, diecezji warszawsko-praskiej, metropolii warszawskiej Kościoła katolickiego. 

## Zasięg parafii
Do parafii należą wierni z następujących miejscowości: Choszczówka Dębska, Choszczówka Rudzka i Choszczówka Stojecka.